# Hendrick Jacobsz. Staetsbrug
De Hendrick Jacobsz. Staetsbrug (brug 35) is een vaste brug in Amsterdam-Centrum.
De brug is gelegen in de westelijk oever van de Amstel en overspant de Herengracht, die hier haar eind heeft. Aan de overkant gaat de gracht wel verder, maar dan onder de naam Nieuwe Herengracht, te beginnen bij de Walter Süskindbrug.
Er ligt hier al eeuwen een bouwwerk. Op de kaart van Jacob Bosch met de Vierde uitleg van circa 1679 is hier al een brug ingetekend. Deze brug moest relatief hoog zijn, want achter de brug lag de kade van de Weesperveer. Stadsarchitect Daniël Stalpaert had de brug ook al ingetekend in het ontwerpgedeelte van zijn kaart van 1662, maar het was toen nog voornamelijk leeg gebied hier.
De huidige brug heeft aan de Amstelzijde nog steeds twee stenen met de aanduiding "Anno" en "1728" aan weerszijden van de middelste doorvaart. De brug speelde nog een rol in de verhoging van brug 34 in de Utrechtsestraat, want schippers vonden het vreemd dat ze wel onder deze brug doorkonden, maar vervolgens gestuit werden door de lage brug 34. De brug ziet er uiterlijk oud uit, maar is van binnen in 1972 met gewapend licht beton verstevigd, de fundamenten werden in 1977 verstevigd. De brug is sinds 1995 een gemeentelijk monument.
De brug is vernoemd naar stadstimmerman Hendrick Jacobsz. Staets (1558/9-1630/1). Een andere naam uit het verleden was de Caspar Philipsbrug, naar Caspar Philips, een Amsterdamse plaatsnijder, bekend van zijn Grachtenboek uit 1771.
1 · 2 · 3 · 4 · 5 · 6 · 7 · 8 · 9 · 10 · 11 · 12 · 13 · 14 · 15 · 16 · 17 · 18 · 19 · 20 · 21 · 22 · 23 · 24 · 25 · 26 · 27 · 28 · 29 · 30 · 31 · 32 · 34 · 35 · 36 · 37 · 38 · 39 · 40 · 41 · 42 · 43 · 44 · 45 · 46 · 47 · 48 · 49 · 50 · 51 · 52 · 53 · 54 · 55 · 56 · 57 · 58 · 59 · 60 · 61 · 62 · 63 · 64 · 65 · 66 · 67 · 68 · 69 · 70 · 71 · 72 · 73 · 74 · 75 · 76 · 77 · 78 · 79 · 80 · 81 · 82 · 84 · 85 · 86 · 87 · 88 · 89 · 90 · 91 · 92 · 93 · 94 · 95 · 96 · 97 · 98 · 99 · >>>
Brugnummers 33 en 83 zijn niet (meer) vergeven